# Полудница
Полуднице у словенској митологији је пољски дух замишљен као лепа висока девојка, обучена у беле хаљине. Појављује се редовно лети у време жетве. Тад хода по пољима и кад у подне наиђе на човека или жену у послу, хвата их за косу и обара на земљу без милости.
У зависности од тога како су изгледале, може се одредити шта ће урадити. Уколико је изгледала као лепа девојка, значи да само упозорава да не треба да се ради у пољу. Ако се појави као нека старица значи да доноси зло.